# Puchar Armenii w piłce nożnej (2017/2018)
27. edycja piłkarskiego Pucharu Armenii. W sezonie 2017/18 trofeum zdobył Gandzasar Kapan.

## Uczestnicy
① Barcragujn chumb – 6 klubów;

② Araczin chumb – 2 kluby (nie biorą udziału drużyny rezerwowe).

## Rozgrywki
1/4 finału
Pierwsze mecze 13, 14, 20 i 21 września. Rewanże 11, 19 i 25 października 2017.
| Drużyna 1                            | Wynik dwumeczu | Drużyna 2     | Pierwszy mecz | Drugi mecz |
| ------------------------------------ | -------------- | ------------- | ------------- | ---------- |
| Szirak Giumri                        | 3–1            | Ararat Erywań | 1–1           | 2–0        |
| Gandzasar Kapan                      | 7–0            | Awan Akademia | 3–0           | 4–0        |
| Piunik Erywań                        | 4–2            | Bananc Erywań | 0–0           | 4–2        |
| Arcach                               | 1–9            | Alaszkert     | 1–3           | 0–6        |
| Po lewej gospodarz pierwszego meczu. |                |               |               |            |

1/2 finału
Pierwsze mecze 7 i 8 marca. Rewanże 17 i 18 kwietnia 2018.
| Drużyna 1                            | Wynik dwumeczu | Drużyna 2     | Pierwszy mecz | Drugi mecz |
| ------------------------------------ | -------------- | ------------- | ------------- | ---------- |
| Gandzasar Kapan                      | 2–1            | Szirak Giumri | 1–1           | 1–0        |
| Bananc Erywań                        | 0–2            | Alaszkert     | 0–1           | 0–1        |
| Po lewej gospodarz pierwszego meczu. |                |               |               |            |

### Finał
| 16 maja 2018 | Gandzasar Kapan                                               | 1:1 (pd.)   | Alaszkert                                                    | Stadion Republikański im. Wazgena Sarkisjana, Erywań Widzów: ~ 1000 Sędzia: A. Simonian |
| 16 maja 2018 | Musonda 116'                                                  | 1:1 (pd.)   | 106' Manasjan                                                | Stadion Republikański im. Wazgena Sarkisjana, Erywań Widzów: ~ 1000 Sędzia: A. Simonian |
| 16 maja 2018 | Memović Harutiunian                                           | 1:1 (pd.)   | Čančarević                                                   | Stadion Republikański im. Wazgena Sarkisjana, Erywań Widzów: ~ 1000 Sędzia: A. Simonian |
| 16 maja 2018 | · Iszchanian · Christian · Chacztrian · Musonda · Harutiunian | Rzuty karne | · Nenadović · Jedigarian · Daghbaszjan · Manojan · Woskanian | Stadion Republikański im. Wazgena Sarkisjana, Erywań Widzów: ~ 1000 Sędzia: A. Simonian |